# Zatoka Bonny
Zatoka Bonny (ang. Bight of Bonny, dawniej Biafra, ang. Bight of Biafra, Bahia de Biafra) – zatoka Oceanu Atlantyckiego, część Zatoki Gwinejskiej, rozciągająca się od delty Nigru po Przylądek Lopez w Gabonie. Nad Zatoką Bonny leżą następujące państwa: Nigeria, Kamerun, Gwinea Równikowa i Gabon.
Nazwa zatoki została zmieniona w 1972 pod naciskiem rządu Nigerii, który chciał wymazać z mapy tego regionu nazwę Biafra, zbuntowanej prowincji Nigerii, w której toczyła się wówczas nigeryjska wojna domowa. Obecna nazwa wywodzi się od rzeki Bonny, jednej z odnóg delty Nigru.